# Hymenophyllum dependens
Hymenophyllum dependens är en hinnbräkenväxtart som beskrevs av Conrad Vernon Morton. Hymenophyllum dependens ingår i släktet Hymenophyllum och familjen Hymenophyllaceae. Inga underarter finns listade.